# بروس ريد (سياسي)
بروس ريد (بالإنجليزية: Nicholas Bruce Reid)‏ هو سياسي أسترالي، ولد في 30 يوليو 1935 في بنديجو في أستراليا. حزبياً، نشط في الحزب الليبرالي الأسترالي. وقد انتخب عضو المجلس التشريعي الفيكتوري عن دائرة Bendigo Province ‏ (20 مارس 1976 – 30 سبتمبر 1988) وانتخب عضو مجلس النواب الأسترالي عن دائرة بنديجو ‏ (24 مارس 1990 – 31 أغسطس 1998).